# Rodrigo Jiménez de Rada
Rodrigo Jiménez de Rada o El Toledano (Rada o Puente la Reina, Navarra, ca. 1170-Vienne, 10 de junio de 1247) fue un eclesiástico, militar, historiador y hombre de estado en Navarra y Castilla.
Arzobispo de Toledo durante casi cuarenta años, consiguió la primacía de esta sede y fundó su actual catedral sobre la antigua mezquita; sirvió como consejero y diplomático del rey de Navarra Sancho VII y de los castellanos Alfonso VIII y Fernando III, de quien fue canciller; organizó la cruzada cristiana contra los almohades de al-Ándalus, dirigiendo personalmente varias campañas de la guerra de Reconquista, entre ellas la de Las Navas de Tolosa; ganó, por donación o conquista militar, numerosos señoríos en todo el territorio castellano, el principal de ellos el adelantamiento de Cazorla; sobresalió en los concilios de Letrán y Lyon. Erudito y políglota, fue también autor de una crónica titulada De rebus Hispaniae, también conocida como Historia gótica o Crónica del toledano, en la que se describe la historia de España desde sus orígenes hasta 1243.

## Biografía

### Familia y educación
Nacido hacia 1170 en Rada, fue hijo de Jimeno Pérez de Rada, señor de Cadreita y de Rada, que sirvió en la corte de Sancho VII de Navarra, y de Eva de Hinojosa; sus abuelos paternos fueron Pedro Tizón de Rada, que tuvo una intervención decisiva en el ascenso al trono de Aragón de Ramiro II, y esposa Toda; los maternos fueron Miguel Muñoz de Hinojosa, señor de Hinojosa del Campo y de Deza, que sirvió a Alonso VII, y Sancha Gómez, señora de Bliecos y Boñices; de los hermanos de esta, Martín de Hinojosa y Munio fueron bien apreciados por Alfonso VIII de Castilla, el primero como obispo de Sigüenza y abad del monasterio de Santa María de Huerta, y el segundo como militar y cortesano; hermano suyo fue Martín, mayordomo de Alfonso VIII y de Enrique I. La prosapia soriana de su familia materna le facilitaría posteriormente el acceso a la corte castellana, por encima de su origen navarro. Tuvo varios hermanos, entre ellos Bartolomé, que sucedió a su padre en los estados de su casa como primogénito, y María, que fue monja en Las Huelgas.
Tras completar sus primeros estudios (no está claro si en Soria bajo la tutela de su tío materno, el abad Martín de Hinojosa, o en Navarra bajo la del obispo de Pamplona Pedro de Artajona), estudió filosofía y derecho en la universidad de Bolonia durante unos cuatro años, entre 1195 y 1199 aproximadamente, y teología otros cuatro en la de París; por estas fechas, más en concreto en 1201, redactó su testamento. Teniendo el castellano como primera lengua, durante su vida dominó también el latín, euskera, italiano, francés, alemán, inglés, árabe y posiblemente griego y hebreo.

La península ibérica en 1190.

### Regreso a España
En la última década del siglo XII la situación en la península ibérica había sido complicada e inestable: la liga de Huesca de 1191, que había unido a Alfonso II de Aragón, Sancho VI de Navarra, Alfonso IX de León y Sancho I de Portugal contra Alfonso VIII de Castilla, se había debilitado con la retirada del aragonés y la muerte del navarro; Castilla y León firmaron la paz en 1194 mediante el Tratado de Tordehumos, y al año siguiente todos se unieron contra las huestes almohades de Abu Yaqub Yusuf al-Mansur para terminar siendo derrotados en la batalla de Alarcos; 
las tensiones surgidas ese mismo año en la frontera castellano-navarra se solucionaron con la tregua firmada en 1196 por Castilla, Aragón y Navarra, que rota poco después, llevó a los dos primeros a aliarse contra Navarra en 1198, invadiendo su territorio, mientras Portugal amenazaba a León por Galicia.
En el sur las cosas no estaban mejor: sosegados los alborotos ocurridos tras la muerte de Yusuf al-Mansur en 1199, su sucesor Muhammad An-Nasir alternaba paces y guerras con los reinos cristianos en la frontera de al-Ándalus, mientras en el norte de África estaba enfrentado con los háfsidas por el control de Ifriqiya. Por el norte, Felipe II de Francia mantenía su propia guerra contra los Plantagenet ingleses en Aquitania, en tanto el papa Inocencio III intentaba unir a todos los príncipes cristianos en una nueva cruzada.
Rodrigo volvió en 1203 a Navarra, donde su padre le introdujo en la corte de Sancho VII, del que pronto se convirtió en privado. Se supone que en estas fechas ya había recibido las órdenes religiosas al menos hasta el grado de diácono. 
En 1206 Castilla firmó la paz con León por el Tratado de Cabreros, y al año siguiente, por intermediación de Rodrigo, con Navarra mediante el Pacto de Guadalajara; sus gestiones diplomáticas durante la firma de este acuerdo y su ascendente materno castellano le hicieron merecedor de la confianza del rey Alfonso, que a partir de este momento le tendría como su hombre de confianza.

### Arzobispo de Toledo y Primado de España

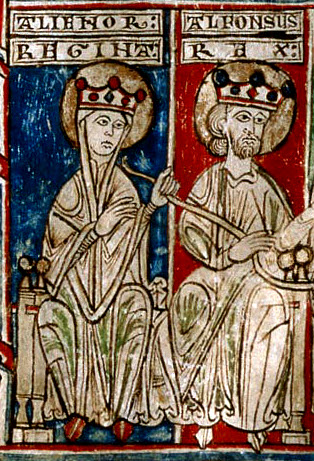
Alfonso VIII y Leonor, reyes de Castilla.

Intervino activamente en la fundación del Estudio General de Palencia, el primero de este título en tierras españolas. Por recomendación de Alfonso VIII fue elegido obispo de Osma en 1208, pero antes de recibir la consagración como tal falleció el arzobispo de Toledo Martín de Pisuerga, y el cabildo catedralicio eligió a Rodrigo como su sucesor, y fue confirmado por Inocencio III en febrero de 1209. Por aquel entonces Toledo, la ciudad de las tres culturas (musulmana, cristiana y judía), era el principal núcleo poblacional del reino, y su archidiócesis la única sede metropolitana de Castilla, que tenía como sufragáneas a Cuenca, Osma, Palencia, Segovia, Sigüenza y Albarracín. 
Tarragona (que abarcaba Calahorra), en el reino de Aragón, Santiago de Compostela (incluyendo Ávila), en el de León, y Braga, en Portugal, eran las otras tres sedes metropolitanas en la península; Narbona, en Francia, tenía jurisdicción sobre algunos obispados de Cataluña; Burgos dependía directamente de la Santa Sede.
Al año siguiente recibió las órdenes sacerdotales y la consagración, consiguiendo de paso la bula por la que el papa confirmaba la Primacía de la Diócesis de Toledo. La consecución de la primacía sería una constante durante todo su arzobispado: cuando Toledo fue reconquistada a los musulmanes en 1085, el arzobispo Bernardo de Cluny había conseguido que Urbano II declarase la superior autoridad de Toledo sobre las demás archidiócesis de la península, recuperando así la que se suponía que tenía en tiempos de los godos, pero todavía en el siglo XIII los arzobispos de las restantes archidiócesis y algunos obispos de la de Toledo, disconformes con esta decisión, se negaban a reconocerla, mientras la Santa Sede mantenía provisionalmente el statu quo y postergaba reiteradamente la sentencia definitiva sobre el asunto.

### Hacia la batalla de Las Navas. Traducción del Corán al latín
Los acuerdos de paz firmados entre los reinos cristianos durante la primera década del siglo fueron la ocasión que la iglesia católica había estado esperando para unirlos a todos en una nueva cruzada contra los almohades, que por su parte amenazaban con marchar hacia el norte. En 1209 Inocencio III dirigió una bula a todas las diócesis castellanas en que les ordenaba que indujeran a su rey a la guerra contra los sarracenos, a imitación de lo que Pedro II de Aragón venía haciendo por tierras de Valencia. En 1210 Marcos de Toledo le entregó una traducción del Corán al latín que le había encargado, la segunda realizada en Europa a esa lengua. 

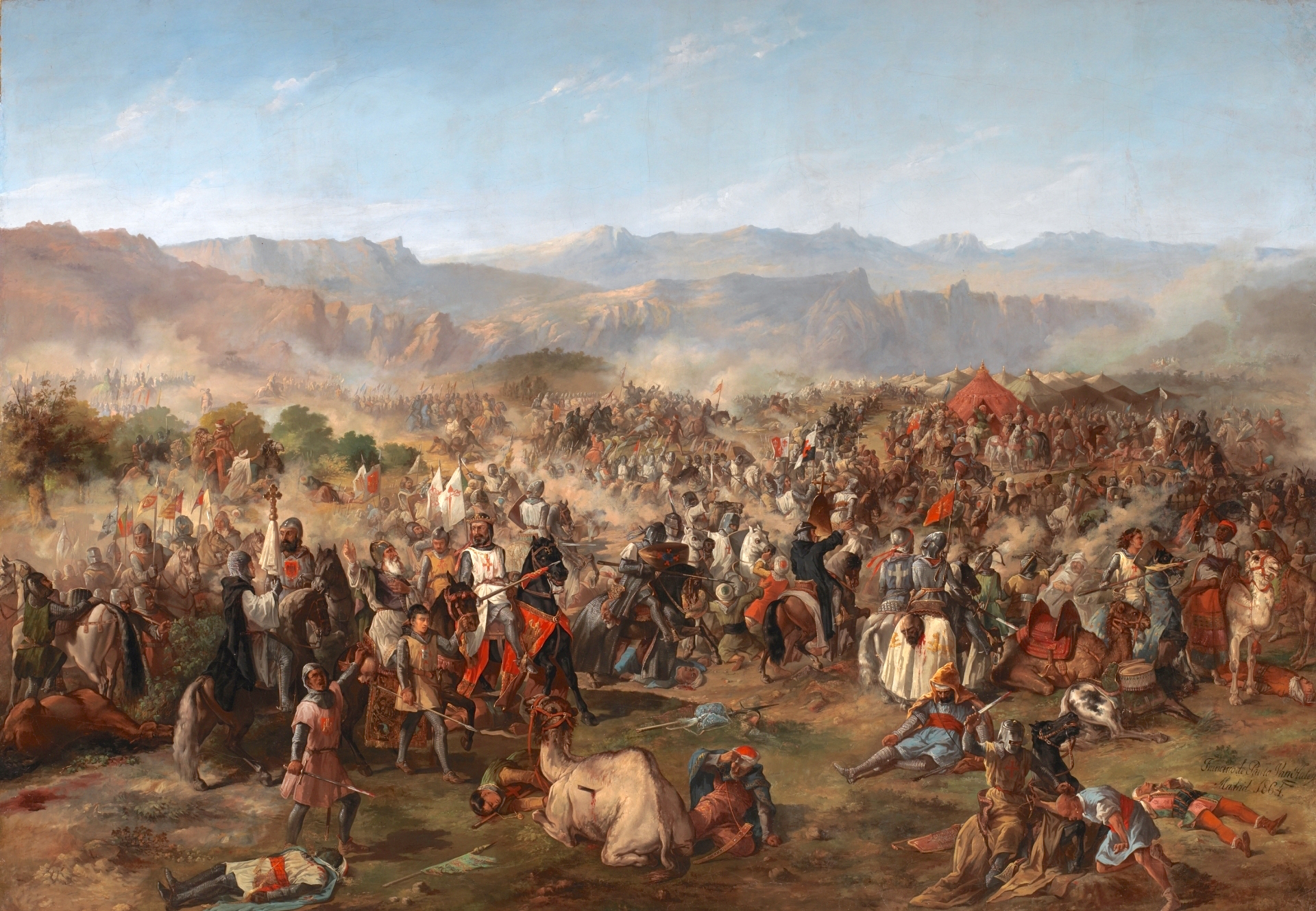
Batalla de Las Navas de Tolosa, óleo de Van Halen.

Dos años después Rodrigo fue el encargado de recoger la bula de cruzada de manos del papa y de predicarla por Italia, Alemania y Francia, ganando adeptos para su causa. Los resultados de su esfuerzo se materializaron en 1212, cuando un numeroso ejército formado por castellanos, aragoneses, navarros y franceses se concentró en Toledo para enfrentar, con el arzobispo al frente, a las huestes almohades, que fueron decisivamente derrotadas en la batalla de Las Navas de Tolosa. La campaña militar contra los sarracenos se prolongó todavía dos años más; en ausencia del rey, Rodrigo fue quien dirigió las operaciones militares desde Calatrava, afrontando además las penalidades del hambre y la peste que se extendieron por la zona.

### Reinado de Enrique I
En 1214 regresó a Burgos junto a Alfonso VIII, que murió poco después de camino a Portugal, 25 días antes que su esposa Leonor. 
Sucedió al rey Alfonso su hijo Enrique, de tan solo diez años, tutelado por su hermana Berenguela, que asumió la regencia del reino. Pronto los Lara intrigaron para atraer junto a sí al joven rey, conseguido lo cual comenzaron a usar de la autoridad real en beneficio propio, y Rodrigo hubo de apartarse de la corte, regresando a Toledo.
En 1215 asistió al IV Concilio Lateranense, cuyo punto más importante fue la organización de una nueva cruzada en Oriente; la intervención de Rodrigo consiguió el permiso papal para que los reinos peninsulares llevaran a cabo su propia guerra santa en territorio español contra los almohades, distrayendo así a las fuerzas musulmanas del centro bélico en Tierra Santa. 
Dos años después viajó otra vez a Roma para dirimir el pleito sobre la primacía de su sede, que quedó nuevamente sobreseído. El nuevo papa Honorio III le nombró su legado en España durante diez años con el encargo de organizar la cruzada de todos los reinos cristianos contra los musulmanes, de la que también fue señalado como caudillo militar.

### Reinado de Fernando III

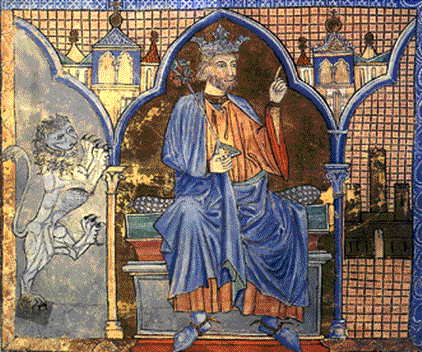
Fernando III.

A su regreso en enero de 1218, el rey Enrique había muerto accidentalmente, y el trono de Castilla había sido ocupado por Fernando III, hijo de Berenguela y de su exmarido Alfonso IX de León; los disturbios que siguieron a su coronación fueron apaciguados con la derrota militar de los Lara por las tropas de Berenguela y con los acuerdos de paz entre Castilla y León, en los que Rodrigo tuvo gran parte. A partir de este momento Rodrigo sería un punto importante en la corte de Fernando, que lo tendría como su canciller hasta su muerte.

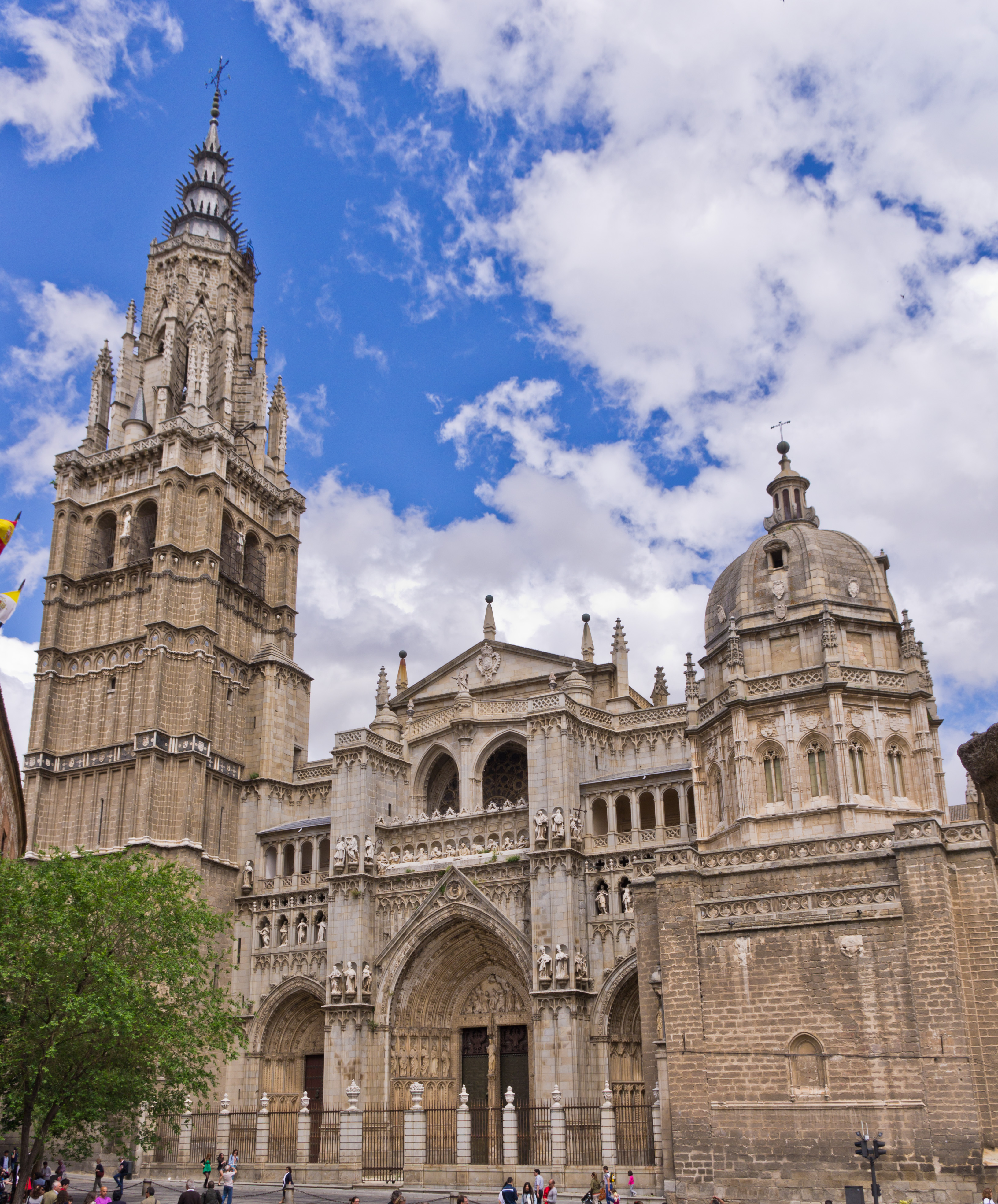
Catedral de Toledo.

Durante los años siguientes, en su calidad de arzobispo y caudillo de la cruzada, condujo la expedición militar con la que intentó infructuosamente tomar Cáceres (1218) y la dirigida contra la frontera de Valencia, donde conquistó los castillos de Serreilla, Sierra y Mira, pero fracasó frente a Requena (1219), estuvo ocupado en combatir las herejías albigenses que se propagaban desde Francia, tomó a su cargo la administración de la diócesis de Segovia durante la incapacidad del obispo Gerardo, gestionó el envío de misioneros dominicos y franciscanos a Andalucía y Marruecos, aprovechando la política de tolerancia religiosa de los almohades, celebró la boda de Juan de Brienne con Berenguela de León, y fue señalado como preceptor de los infantes Felipe y Sancho de Castilla, cuya educación encargó a Pedro Pascual. 
Sin embargo su labor más conocida por estas fechas fue el inicio de la construcción de la catedral de Toledo: tras conseguir la bula por la que el papa le concedía autorización para recolectar fondos de las rentas eclesiásticas de las restantes iglesias de la archidiócesis, comenzó las obras de la nueva catedral sobre el solar de la antigua mezquita; con la presencia del rey Fernando, en 1226 se colocó oficialmente la primera piedra de la que sería considerada una de las obras maestras de la arquitectura gótica en España.

### Adelantado de Cazorla
En 1230 se encontraba junto a Fernando III en una nueva expedición militar en tierras jiennenses, cuando tras retirarse de la inexpugnable ciudad de Jaén, tuvieron noticia de la muerte del rey leonés Alfonso IX, padre de Fernando. Abandonando la campaña, ambos marcharon a León, donde tras solventar las discordias habidas por la sucesión, ambos reinos quedaron unidos bajo la Corona de Castilla.
Fernando quedó tomando posesión de su nuevo reino, y encargó el mando de las huestes en la frontera andalusí al arzobispo Rodrigo, otorgándole el adelantamiento de los territorios que conquistase; en 1231 Rodrigo consiguió avanzar las posiciones cristianas tomando Quesada Iznatoraf y Cazorla, que quedarían adscritas al arzobispado en lo que se conocería como el adelantamiento de Cazorla, en el que Rodrigo tenía autoridad casi absoluta, y cuyo gobierno encargó a familiares y allegados navarros.
Además de este territorio, durante su vida consiguió con derechos de señorío varios lugares más para sí o para su archidiócesis, por derecho de conquista o por donación: algunos de ellos eran Villaumbrales, en Palencia; Alcaraz, Almagro y Calatrava en la Mancha; Martos, Úbeda y Andújar en Jaén; Yepes, La Guardia y Torrijos, en tierras toledanas; Cadreita y Arguedas, en Navarra; Alcalá de Henares, cerca de Madrid; San Torcuato, Uceda, Talamanca en Guadalajara, además de Brihuega con sus correspondientes aldeas, donde solía retirarse a descansar casi anualmente. 
En 1214 el rey le donó el castillo del Milagro y su territorio comprendido entre el puerto de Los Yébenes al puerto Marchés y de aquí hasta el río Estena, Abenójar y las hoces del Guadiana, el campo de Arroba y Alcoba, Robledo de Miguel Díaz, el Sotillo de Gutier Suárez, las Navas de Ancho Semeno y el villar de Pulgar.

### Nuevas gestiones en Roma

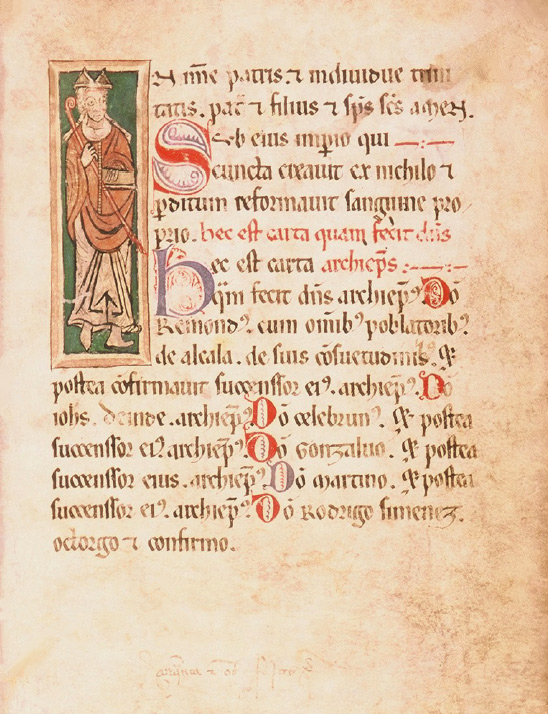
Fuero Viejo extendido de Alcalá de Henares. Promulgado por Rodrigo Jiménez de Rada en 1235.

En 1235 viajó nuevamente a Roma para solventar ante Gregorio IX las desavenencias mantenidas con las órdenes militares de Santiago y Calatrava, que pretendían ser independientes de las diócesis y quedar así exentas del pago de los impuestos eclesiásticos. A su regreso volvió por Navarra, donde el nuevo rey Teobaldo I preparaba su marcha a las cruzadas; la intervención de Rodrigo evitó que Fernando III comenzara una nueva guerra contra Navarra aprovechando la ausencia de Teobaldo. Llegado a Castilla se encontró ocupado con la organización de la diócesis de Córdoba, conquistada durante su estancia en Roma.
En 1237 viajó a Lisboa junto con el obispo de Palencia Tello Téllez de Meneses para poner orden en los excesos que Fernando de Serpa, con la anuencia de su hermano el rey Sancho II de Portugal, cometían contra el clero portugués. 
Al año siguiente Jaime I de Aragón reconquistó Valencia, que fue anexionada eclesiásticamente a la archidiócesis de Tarragona, bajo el ministerio del arzobispo Pedro de Albalat; Rodrigo viajó ese mismo año a Roma para reclamar la jurisdicción de Toledo sobre esta sede, que antes de la ocupación musulmana había sido sufragánea de Toledo, e insistir nuevamente sobre el asunto de la primacía, que Gregorio IX le confirmó provisionalmente. A su regreso cruzó por el territorio eclesiástico tarraconense portando la cruz primacial y otorgando indulgencias, lo que no sentó bien a Albalat, que doblemente molesto por el pleito de Valencia y por la ostentación que Rodrigo hacía de su primacía, le excomulgó. La excomunión sería anulada poco después por el papa; la diócesis valentina, que en primera instancia fue concedida al toledano en un juicio celebrado en Tudela en presencia de ambos arzobispos, varios años más tarde quedó definitivamente para el tarraconense tras la apelación a la Santa Sede.
En 1239, junto con el arzobispo de Tarragona, tomó parte en la resolución del cisma ocurrido en la sede de Pamplona tras la muerte del obispo Pedro Ramírez de Pedrola.

### Muerte y sepultura

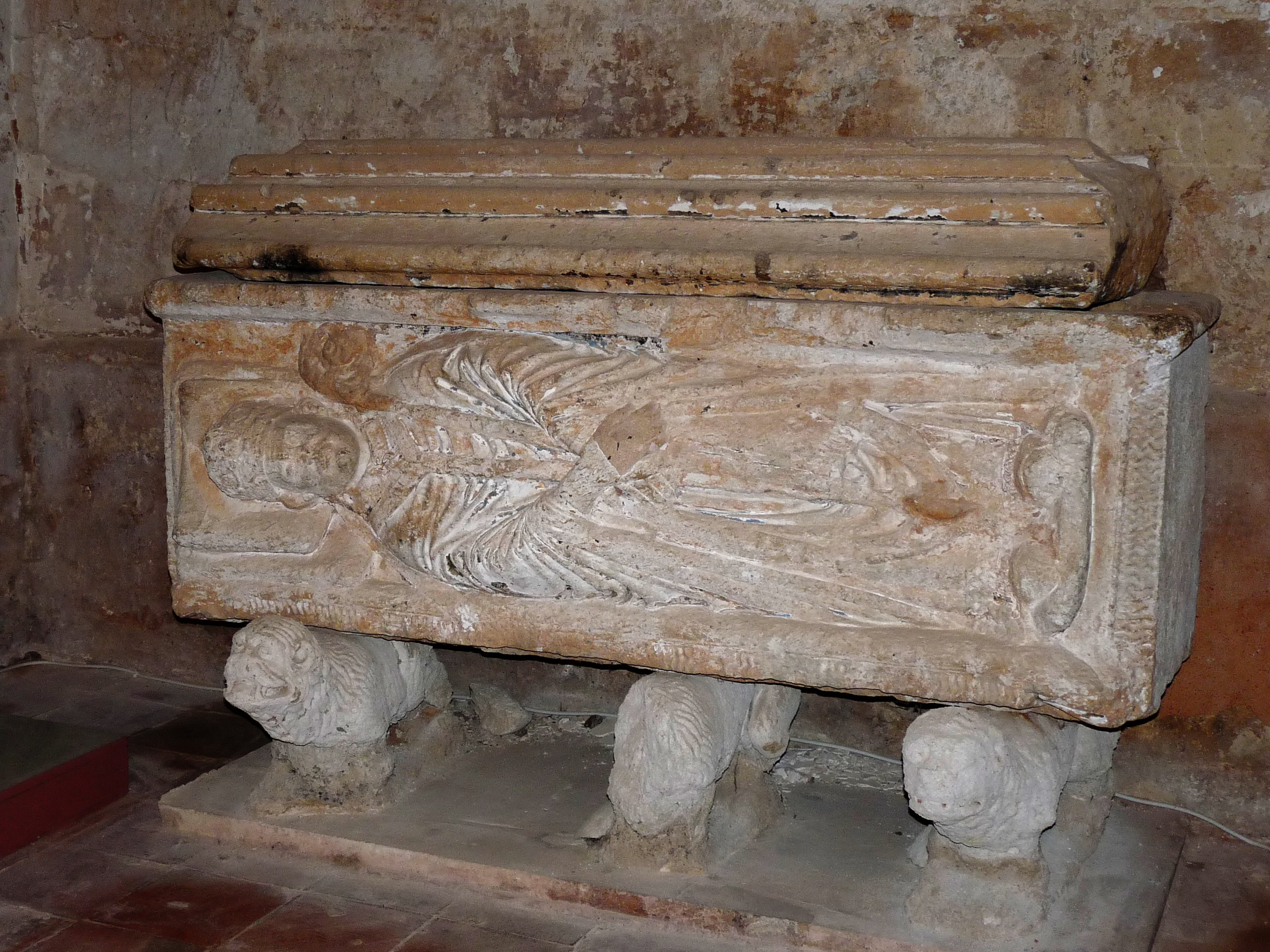
Cenotafio de Don Rodrigo en el monasterio de Santa María de Huerta.

Murió en 1247 a bordo de un barco en el que navegaba por el Ródano de regreso del I Concilio Lugdunense. Su cuerpo fue embalsamado y sepultado en el monasterio de Santa María de Huerta, ante las protestas de los monjes de Santa María de Fitero, que lo reclamaban para sí.
| Mater Navarra, nutrix Castella, Toletum Sedes, Parisium Studium, mors Rhodanus, Horta mausoleum, coelum requies, nomen Rodericus. Bis quater adde fuit, erit constructio plana. |

El sepulcro en el que reposan sus restos fue abierto en diversas ocasiones: en 1508, cuando por orden del cardenal Cisneros se quiso comprobar la autenticidad de su sepultura; en 1558 con motivo de la inundación del río Jalón; en 1670 cuando Antonio de la Cerda y Dávila, duque de Medinaceli, costeó la verja de la capilla; en 1766 al construir el nuevo retablo de la capilla mayor; en 1773 con una nueva inundación del río; en 1865, cuando tal como había dispuesto Joaquín Fernández Cortina, gobernador eclesiástico de Toledo durante la enfermedad del arzobispo Pedro Inguanzo Rivero, se trató de llevar a cabo el traslado del cuerpo a la catedral de Toledo (que finalmente no se llevó a efecto); en 1886, cuando una comisión conjunta de la Real Academia de Bellas Artes de San Fernando y de la Real Academia de la Historia propuso estudiar sus restos; en 1907, a petición del marqués de Cerralbo; en 1947 con motivo del séptimo centenario de su muerte; y finalmente en 1968, en que el Instituto de Conservación y Restauración de Obras de Arte se hizo cargo de su restauración.

## Obra historiográfica

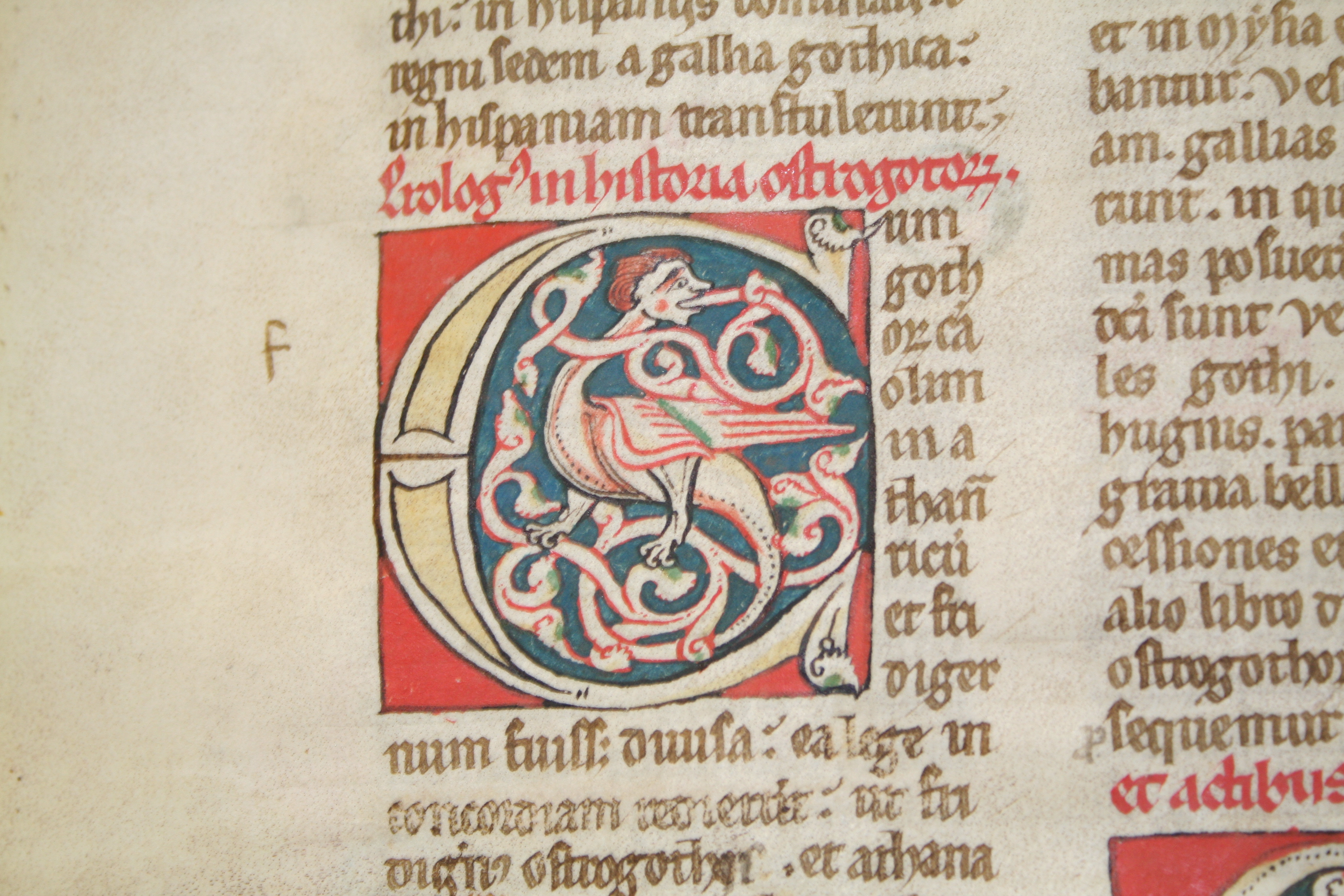
Chronica Hispaniae

Además de eclesiástico y hombre de armas fue también historiador. Bajo el auspicio de Fernando III reunió una copiosa biblioteca, que legada a Huerta tras su muerte, desapareció cuatro siglos después en un incendio.
Su obra más conocida es De rebus Hispaniae, también conocida como Cronicón de las cosas sucedidas en España, Historia gótica o Crónica del toledano, en la que se describe la historia de España hasta 1243. Realizó la primera crónica de la legendaria batalla de Clavijo. Fundamentalmente, su mérito reside en que utiliza un método crítico como historiador, cuestionando inteligentemente sus fuentes, haciendo uso de la documentación y recurre a fuentes árabes para contrastar sus datos (aspecto sumamente valioso, pues entonces solo la historiografía árabe prestaba aprecio al ámbito económico y social). 
Su De rebus Hispaniae, que sigue el modelo de la Crónica najerense, se convirtió en fuente de primer orden para la Estoria de España de Alfonso X el Sabio. La obra fue traducida pronto a las distintas lenguas romances peninsulares, comenzando con la aragonesa Estoria de los godos de hacia 1252 y la catalana Crònica d'Espanya atribuida a Pere Ribera de Perpinyà, y por estas dos vías, influyó notablemente en la concepción de una historia de España unitaria dominante hasta el siglo XV.
Asimismo escribió una interesantísima Historia arabum, excepcional en la época por su atención a la cultura arabo-islámica, y una Breviarium Eccliesiæ Catholicæ, o Expositio Catholica Scripturæ, una historia sagrada inédita hasta la fecha, que abarca desde la creación del mundo hasta la separación de los apóstoles. 
Fidel Fita le supone también autor del Cantar de Roncesvalles.

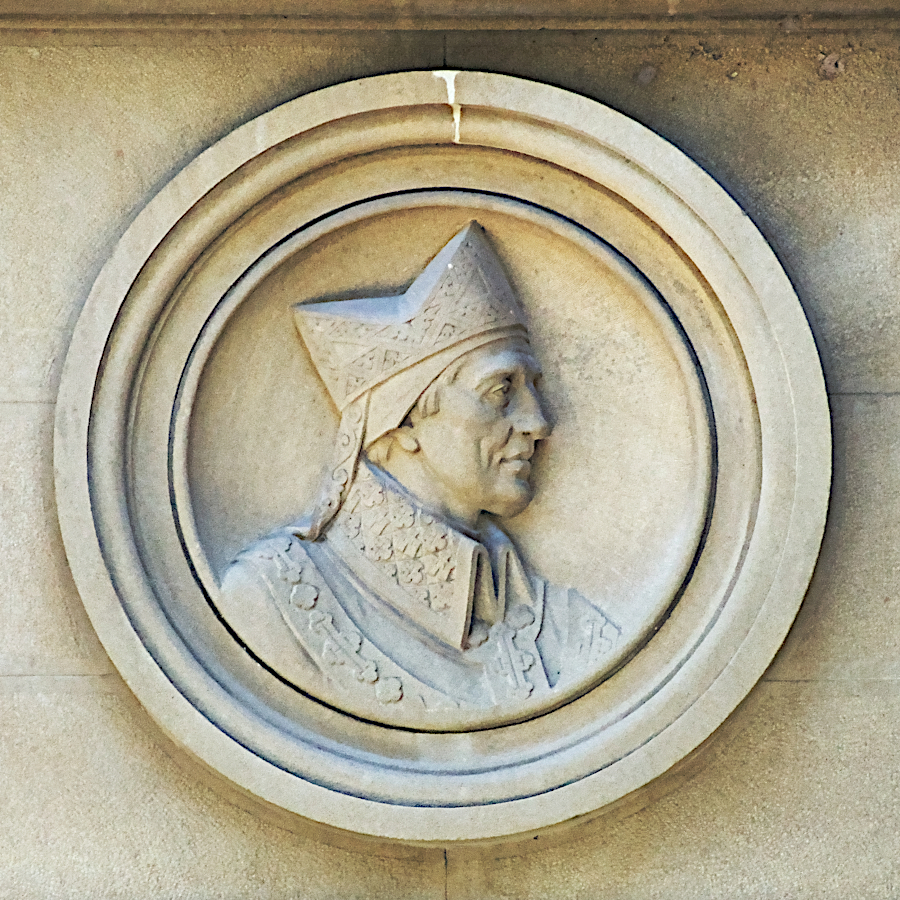
Retrato de Ximénez de Rada en el Palacio de Navarra, en el antiguo edificio del Archivo General de Navarra.

## Obras

### Ediciones de sus Obras completas
- Rerum hispanicarum scriptores aliquot, ex bibliotheca clarissimi uiri Dn. Roberti Belt, Fráncfort, Andreas Wechel, 1579.
- Andreas Schott, "Roderici archiepiscopi toletani De Rebus Hispaniæ...", en: Hispaniæ illustratæ..., 4 vol. Fráncfort: Claudium Marnium, 1603.
- PP. Toletanorum quotquot extant opera nunc primum simul edita, ad codices mss. recognita, nonnullis notis illustrata tomus tertius Roderici Ximenii de Rada, Toletanæ Ecclesiæ Praesulis, opera praecipua complectens opera, auctoritate et expensis excellentissimi domini Francisci cardinalis de Lorenzana Archiepiscopi Toletani, Matriti apud viduam Ioachimi Ibarra, 1793.
  - "Historia de rebus Hispaniæ sive Historia gothica", p. 1-208
  - "Historia romanorum", p. 209-223
  - "Ostrogothorum historia", p. 224-228
  - "Hunnorum, vandalorum, suevorum, alanorum et silinguorum historia", p. 229-241
  - "Historia arabum", p. 242-283.
- Rodericus Ximenius de Rada, Opera, índice de lugares y personas preparados por Mª Desamparados Cabanes Pecourt, reimpresión facsímil de la edición de 1793, Valencia, Textos Medievales, 22, 1968.
- Roderici Ximenii de Rada Opera omnia, edición de Juan Fernández Valverde, Turnhout, Brepols (Corpus Christianorum Continuatio Mediævalis, LXXII), 1987:
  - "Historia de rebus Hispaniæ sive Historia gothica", p. 1-208
  - "Historia romanorum", p. 209-223
  - "Ostrogothorum historia", p. 224-228
  - "Hunnorum, vandalorum, suevorum, alanorum et silinguorum historia", p. 229-241
  - "Historia arabum", p. 242-283.

### Otras obras
- Dialogus libri vitae
- Breviarium Historiæ Catolicæ compilatum a Roderico toletanæ Ecclesiæ sacerdote.

### Traducciones al castellano de sus obras
- Historia de España del arçobispo Don Rodrigo traducida en romance, 1545.
- Crónica de España por el Arzobispo de Toledo Don Rodrigo Jiménez de Rada, traducida al castellano y continuada por Don Gonzalo de la Hinojosa, Obispo de Burgos, y después por un anónimo hasta 1430. 203 h. s- XV. [Universidad de Sevilla ms. 1059]
- "Crónica de España de Arzobispo Don Rodrigo Jiménez de Rada. Tradújola en castellano y la continuó hasta su tiempo Don Gonzalo de la Hinojosa, obispo de Burgos, y después un anónimo hasta el año de 1454", en Colección de documentos inéditos para la historia de España por el marqués de la Fuensanta del Valle, Tomo CV, Madrid, Imprenta de José Perales y Martínez, 1893.
- Historia de los hechos de España, trad. de Juan Fernández Valverde, Madrid: Alianza Editorial, 1989.

| Predecesor: Diego de Acebes          | Obispo de Osma (electo) 1208                    | Sucesor: Melendo                 |
| Predecesor: Martín López de Pisuerga | Arzobispo de Toledo Primado de España 1209-1247 | Sucesor: Juan de Medina de Pomar |
| Predecesor: Juan de Soria            | Canciller mayor de Castilla 1230-1247           | Sucesor: Juan de Medina de Pomar |

## Referencias

Firma del arzobispo don Rodrigo.